# Andrzej Zygmunt Rola-Stężycki
Andrzej Zygmunt Rola-Stężycki (ur. 1 stycznia 1945) – polski genealog, historyk regionalista, leśnik, fotograf i publicysta.

## Życiorys
Wywodzi się z rodu przynależnego do herbu Rola. Absolwent Szkoły Rzemiosł Artystycznych w Warszawie. W latach 1967–1973 był żołnierzem zawodowym w Wojsku Polskim, jednocześnie (1963-1975) będąc członkiem ORMO. Następnie od 1975 do 1980 zatrudniony jako pracownik resortu kultury i nauczyciel. Od roku 1981 do 1990 pracownik resortu leśnictwa. Pełnił funkcję komendanta Straży Leśnej w nadleśnictwie Chojnów, oraz komendanta Straży Leśnej Okręgowego Zarządu Lasów Państwowych w Warszawie i w Świętokrzyskim Parku Narodowym. Założyciel i pierwszy komendant Straży Miejskiej w Grójcu. Wieloletni wiceprezes, a następnie prezes grójeckiego Oddziału Polskiego Towarzystwa Turystyczno–Krajoznawczego w Grójcu, wykładowca PTTK. Badacz dziejów regionu, członek Związku Literatów na Mazowszu, Polskiego Towarzystwa Heraldycznego i Rosyjskiego Towarzystwa Genealogicznego w Sankt–Petersburgu. Prezes Instytutu Genealogii. Długoletni sportowiec, startujący w biegach maratońskich i triathlonie.

### Odznaczenia i nagrody
Odznaczony: brązowa Odznaka „Zasłużony Działacz LOK” (1979), srebrna odznaka Zasłużony w pracy PTTK wśród młodzieży (1980), Za zasługi dla PTTK województwa radomskiego (1980), Srebrna Honorowa Odznaka PTTK (1985), brązowy (1988) i srebrny (2014) Medal „Za zasługi dla obronności kraju” (1988), medal Zasłużony Dla Powiatu Grójeckiego (2009), a także Medalem Pamiątkowym „Pro Masovia” (2015). W 2019 otrzymał medal Za Zasługi dla Gminy Grójec, został też laureatem XVI Konkurs na najlepszą książkę, organizowanego przez Związek Literatów na Mazowszu, statuetkę Złotego pióra otrzymał za książkę „Odrzywół. Gród Dobrogosta”.  Ponadto wyróżniony tytułem Zasłużony dla gminy Odrzywół (2018). W 2020 został honorowym prezesem Towarzystwa Przyjaciół Grójca. W 2021 ponownie został laureatem Złotego Pióra za Książkę Roku 2020 – Nieznamierowice. Niegdyś miasto. Opowieść subiektywna oraz uhonorowano go tytułem Honorowego Obywatela wsi Nieznamierowice, a także odznaczono go odznaką honorową „Zasłużony dla Kultury Polskiej”. W 2022 po raz trzeci został laureatem Złotego Pióra za książkę Stężycy herbu Rola. Dzieje rodziny w zarysie.

## Twórczość
Jest autorem ponad 30 książek, oraz wielu publikacji popularyzujących dzieje Południowego Mazowsza, kilkudziesięciu genealogicznych monografii rodzinnych i kilkuset artykułów prasowych z zakresu historii regionu. Stale współpracujący z kwartalnikiem historycznym Pro Memoria, Kolekcjonerem Włocławskim, Okolicą - Gazetą Południowego Mazowsza i innymi czasopismami. Autor wielu wystaw fotograficznych.

### Heraldyka
Wraz z artystą plastykiem Januszem Nowierskim zaprojektował kilka współcześnie użytkowanych herbów jednostek samorządowych, m.in.: herb gminy Pniewy, herb gminy Przechlewo, herb gminy Kąkolewnica, herb gminy Zakrzew, herb miasta i gminy Działoszyn, herb gminy Somianka.

### Medalierstwo
Zaprojektował, we współpracy z Januszem Nowierskim, medale Zasłużony dla miasta i gminy Działoszyn i Medalu XXV lat Łochowa.

### Wybrane publikacje
- Grójeckim traktem. Sprawy i ludzie. Nakładem Rady Miejskiej w Grójcu. Grójec 1992 ISBN 978-83-925866-1-6
- Dzieje rodziny Stężyckich w zarysie, Nakładem autora, Grójec 1999
- Opowieści grójeckie, Stowarzyszenie Kolekcjonerów Dziedzictwa Kulturowego Ziemi Kujawsko-Dobrzyńskiej, Włocławek 2002, ISBN 83-915442-4-9
- Bąbel w kałamarzu, Stowarzyszenie Kolekcjonerów Dziedzictwa Kulturowego Ziemi Kujawsko-Dobrzyńskiej, Włocławek 2002, ISBN 83-915442-5-7
- Gniazda... Pałace i dwory w Grójeckiem, Instytut Genealogii, Grójec 2007, ISBN 978-83-925866-0-9
- Świątynie... Kościoły i kaplice w Grójeckiem, Instytut Genealogii, Grójec 2008, ISBN 978-83-925866-8-5
- Grójeckie opłotki, Instytut Genealogii, Grójec 2010, ISBN 978-83-925866-5-4
- Słowo o Bolesławskim, Instytut Genealogii, Grójec 2010, ISBN 978-83-925866-2-3
- Rezydencje... ziemiańskie siedziby w Grójeckiem, Instytut Genealogii, Grójec 2010, ISBN 978-83-925866-3-0
- Mój Grójec, Instytut Genealogii. Kapituła Polskich Heraldyków i Genealogów, Grójec 2012, ISBN 978-83-925866-7-8
- Kościoły i kaplice dekanatu drzewickiego w Diecezji Radomskiej, Instytut Genealogii. Kapituła Polskich Heraldyków i Genealogów, Różanna 2012, ISBN 978-83-934857-0-3
- Różanna. Wieś w gminie Odrzywół, Instytut Genealogii. Polska Kapituła Polskich Heraldyków i Genealogów, Różanna 2013, ISBN 978-83-934857-1-0
- Szlachta gniazdowa w Grójeckiem, Różanna 2014 ISBN 978-83-934857-7-2
- Ciekawy Grójec, Instytut Genealogii. Polska Kapituła Polskich Heraldyków i Genealogów, Różanna 2014 ISBN 978-83-934857-5-8
- Łęgonice Małe. Wenecja Zapilcza Polska Kapituła Heraldyków i Genealogów, Różanna 2015 ISBN 978-83-934857-4-1
- Kacałowe siedlisko, Instytut Genealogii, Różanna 2015, ISBN 978-83-941158-0-7
- Grójec i nie tylko, PHU Matek, Grójec 2016, ISBN 978-83-925238-3-3
- Przekręty historii, PHU Matek, Grójec 2016, ISBN 978-83-925238-2-6
- Gostomia i jej dziedzice, Instytut Genealogii, Grójec 2017, ISBN 978-83-925238-2-6
- Mała Wieś i jej dzieje, Pałac Mała Wieś spółka z ograniczoną odpowiedzialnością sp.k., Mała Wieś 2017, ISBN 978-83-948854-0-3
- Mydło i powidło. Varia. Wybór artykułów prasowych z lat 2000–2018, PHU Matek, Grójec 2018, ISBN 978-83-925238-4-0
- Odrzywół. Gród Dobrogosta, Instytut Genealogi, Różanna 2018, ISBN 978-83-941158-1-4
- Grójec i okolice, Instytut Genealogi, Odżywół 2019, ISBN 978-83-941158-5-2
- Majtki babuni i inne facecje, Instytut Genealogi, Wola Mrokowska 2019, ISBN 978-83-941158-7-6
- Nieznamierowice. Niegdyś miasto. Opowieść subiektywna, Instytut Genealogi, Wola Mrokowska 2020, ISBN 978-83-941158-8-3
- Rubieże Przysuchy, Instytut Genealogi, Wola Mrokowska 2020, ISBN 978-83-959321-1-3
- Sady-Kolonia. Dzieje parafii pw. Najświętszego Serca Pana Jezusa. Opowieść sentymentalna. Instytut Genealogi, Wola Mrokowska 2021, ISBN 978-83-941158-9-0
- Grójec i sąsiedzi. Instytut Genealogi, Wola Mrokowska 2021, ISBN 978-83-959321-2-0
- Rusinów i okolice. Mały słownik historyczno-geograficzny i etymologiczny. Instytut Genealogi, Wola Mrokowska 2021, ISBN 978-83-959321-3-7
- Odrzywół i okolice. Mały słownik historyczno-geograficzny i etymologiczny. Instytut Genealogii. Wola Mrokowska 2022. ISBN 978-83-959321-4-4
- Duchy Nieznamierowic. Mały słownik biograficzny. Instytut Genealogii. Wola Mrokowska 2022. ISBN 978-83-959321-6-8
- Stężyccy herbu Rola. Dzieje rodziny w zarysie. Linia grójecka i sobienio-jeziorska. Instytut Genealogii, Wola Mrokowska 2022. ISBN 978-83-959321-5-1
- Odrzywolskie Who is Who. Mały słownik biograficzny. Instytut Genealogii, Wola Mrokowska 2022. ISBN 978-83-959321-6-8
- Ród Łabędziów w Przysuskiem i nie tylko, Instytut Genealogii, Wola Mrokowska 2023. ISBN 978-83-959321-8-2
- Zagubione fakty: opowieści spod Opoczna, Przysuchy, Radomia i Grójca, Instytut Genealogii, Wola Mrokowska 2024. ISBN 978-83-959321-9-9
- Belsk Duży i okolice. Mały słownik historyczno-geograficzny i etymologiczny. Instytut Genealogii. Wola Mrokowska 2025, ISBN 978-83-974598-0-9.